# 拱極門
拱极门，俗称小北门，始建于1376年，是明代太原城的一座城门，位于北城墙的东段，是老太原城的八座城门之一。

## 位置
拱极门位于今太原市城区北部，杏花岭区北大街东段路南侧，向南有五一路通往五一广场商业区。

## 历史
小北门一带的明城墙是太原市唯一一段现存的明代城墙。

## 现代修复者
修复者是资深古建筑专家冯冬青。该项目修复时间为2006年3月 -- 2008年7月。